# تشارلز بيتمان
تشارلز بيتمان (بالإنجليزية: Charles Bateman)‏ هو ممثل أمريكي، ولد في 18 نوفمبر 1930 في سان دييغو في الولايات المتحدة.

## وصلات خارجية
- تشارلز بيتمان على موقع IMDb (الإنجليزية)
- تشارلز بيتمان على موقع قاعدة بيانات الفيلم (الإنجليزية)